# Amblyeleotris sungami
Amblyeleotris sungami là một loài cá biển thuộc chi Amblyeleotris trong họ Cá bống trắng. Loài cá này được mô tả lần đầu tiên vào năm 1969.

## Từ nguyên
Từ định danh sungami được đặt theo tên của nhà tập tính học Dietrich B. E. Magnus, người đã thu thập mẫu định danh, nhưng theo được viết theo phép đảo chữ (Klausewitz không giải thích lý do tại sao).

## Phân bố và môi trường sống
A. sungami được ghi nhận dọc theo Biển Đỏ, bờ nam Oman, đảo Socotra (Yemen), Mauritius và Seychelles, xa tới Sri Lanka.
A. sungami sống trên nền cát và đá vụn, được tìm thấy ở độ sâu khoảng 4–25 m.

## Mô tả
Chiều dài cơ thể lớn nhất được ghi nhận ở A. sungami là 10 cm. Đầu và thân màu trắng, có 5 sọc khoanh màu nâu cam. Khoảng trắng giữa các sọc này có nhiều vạch đốm màu xanh lam nhạt, thi thoảng vài cá thể xuất hiện những chấm nhỏ màu vàng cam. Vùng mõm sậm màu. Vây lưng có các đốm xanh lam viền đen. Vây đuôi có vạch cam ở gốc.
Số gai vây lưng: 7; Số tia vây lưng: 13; Số gai vây hậu môn: 1; Số tia vây hậu môn: 13; Số gai vây bụng: 1; Số tia vây bụng: 5; Số tia vây ngực: 19–21.

## Sinh thái
Như những loài Amblyeleotris khác, A. sungami sống cộng sinh với tôm gõ mõ Alpheus.